# Concert-etudes pour piano opus 57
Concert-etudes pour piano opus 57 is een verzameling composities van Agathe Backer-Grøndahl. Het zijn twee etudes voor piano solo, die ook tijdens concerten kunnen worden gespeeld. Het is onduidelijk of ze zelf heeft uitgevoerd. De Deense uitgeverij Edition Wilhelm Hansen (nrs 13259/13260) gaf ze in 1903 uit.
De twee etudes zijn:
- Etude nr. 1 in a mineur in allegretto in 4/4-maatsoort
- Etude nr. 2, een barcarole in G majeur  in andantino in 6/8-maatsoort

De bundel is opgedragen aan de operazangeres Ilta Ekroos.